# Yūki Takahashi (Rennfahrer)

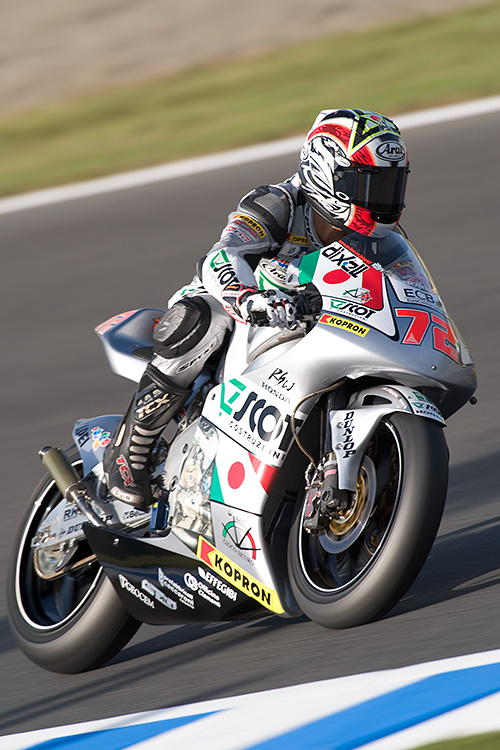
Yūki Takahashi 2008 auf Honda

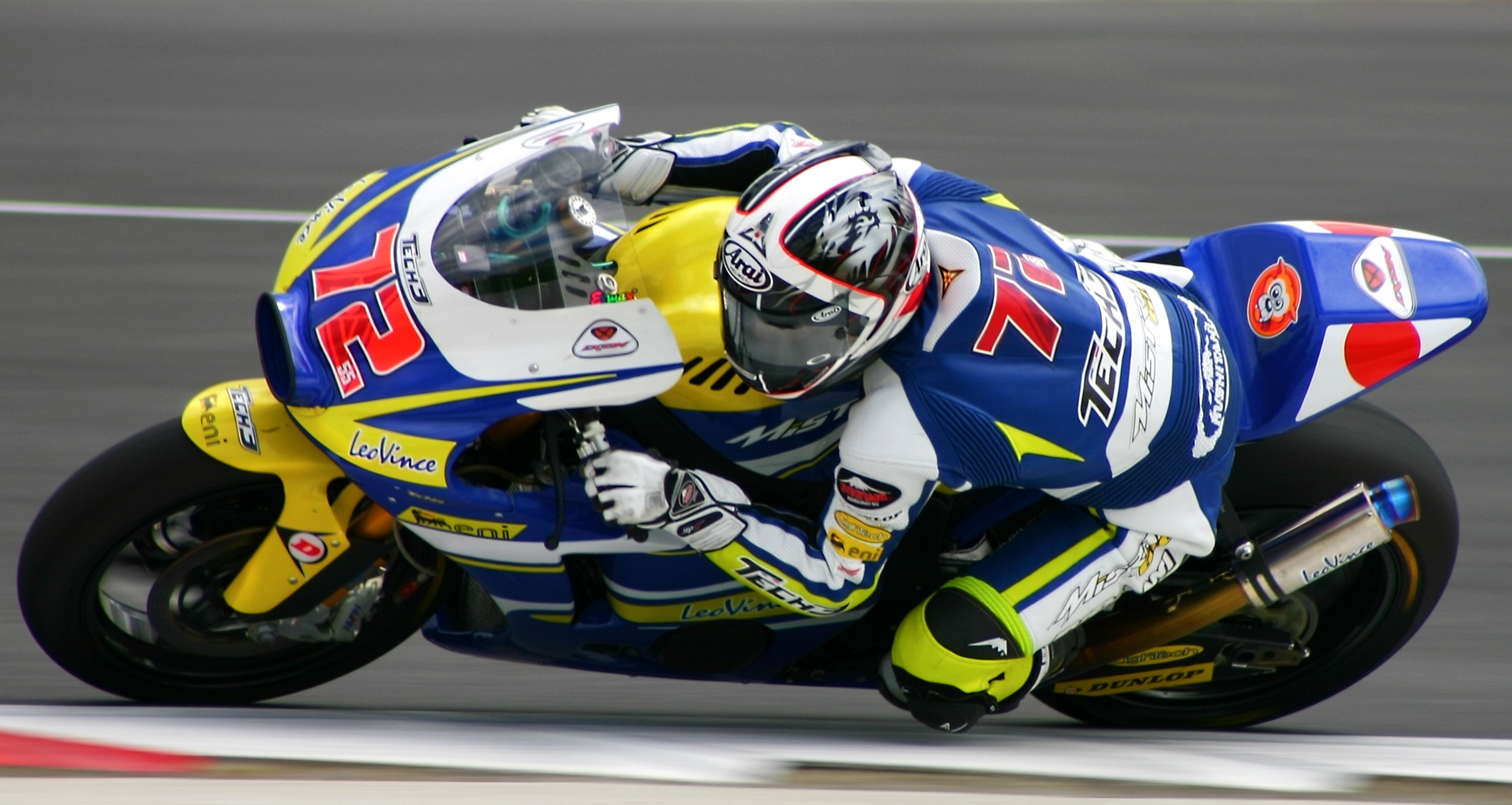
Takahashi 2010 auf Tech-3-Moto2

Yūki Takahashi (jap. 高橋 裕紀, Takahashi Yūki, * 12. Juli 1984 in Yoshikawa, Präfektur Saitama) ist ein japanischer Motorradrennfahrer.

## Karriere
Nach erfolgreichen Wildcard-Einsätzen in der Motorrad-Weltmeisterschaft mit vier Top-5-Ergebnissen in der 250-cm³-Klasse von 2002 bis 2004 wurde Yūki Takahashi als Stammfahrer bei Honda engagiert. 2006 fuhr er seine beiden einzigen Siege bei den Großen Preisen von Frankreich und Deutschland ein. Nach einer durchwachsenen Saison 2007, in der eine Verletzung bessere Platzierungen verhinderte, startete er 2008 erneut durch und wurde nach drei Podiumsplatzierungen Gesamt-5. Er wechselte daraufhin in die MotoGP-Klasse in das Team Scot Racing. Eine fehlende Finanzierung des Teams beendete die Saison für ihn vorzeitig nach sieben gefahrenen Rennen am 1. Juli.
In der Saison 2010 fuhr er in der Moto2-Klasse für Tech 3 Racing.

## Statistik

### Erfolge
- 2004 – Japanischer 250-cm³-Meister auf Honda
- 2014 – Japanischer J-GP2-Meister auf Honda
- 2015 – Japanischer J-GP2-Meister auf Honda
- 2020 – Japanischer Superstock-1000-Meister auf Honda

### In der Motorrad-Weltmeisterschaft
| Saison | Klasse  | Team                     | Motorrad    | Rennen | Siege | Podien | Poles | Punkte | Ergebnis |
| ------ | ------- | ------------------------ | ----------- | ------ | ----- | ------ | ----- | ------ | -------- |
| 2001   | 125 cm³ | OSL SC & Okegawa School  | E-NER       | 1      | –     | –      | –     | –      | –        |
| 2002   | 250 cm³ | Team HRC                 | Honda       | 1      | –     | 1      | –     | 16     | 21.      |
| 2003   | 250 cm³ | Dy Do Miu Racing Team    | Honda       | 2      | –     | 1      | –     | 29     | 18.      |
| 2004   | 250 cm³ | Dydo Miu Racing          | Honda       | 1      | –     | –      | –     | 11     | 25.      |
| 2005   | 250 cm³ | Team Scot                | Honda       | 16     | –     | –      | –     | 77     | 11.      |
| 2006   | 250 cm³ | Humangest Racing Team    | Honda       | 14     | 2     | 2      | –     | 156    | 6.       |
| 2007   | 250 cm³ | Kopron Team Scot         | Honda       | 15     | –     | –      | –     | 90     | 11.      |
| 2008   | 250 cm³ | JiR Team Scot 250        | Honda       | 16     | –     | 3      | –     | 167    | 5.       |
| 2009   | MotoGP  | Honda                    | Team Scot   | 7      | –     | –      | –     | 9      | 21.      |
| 2010   | Moto2   | Tech 3 Racing            | Tech 3      | 17     | 1     | 2      | –     | 86     | 12.      |
| 2011   | Moto2   | Gresini Racing           | Moriwaki    | 17     | –     | 2      | –     | 77     | 11.      |
| 2012   | Moto2   | Forward Racing           | Suter / FTR | 17     | –     | –      | –     | 2      | 30.      |
| 2013   | Moto2   | IDEMITSU Honda Team Asia | Moriwaki    | 11     | –     | –      | –     | –      | –        |
| 2014   | Moto2   | Moriwaki Racing          | Moriwaki    | 1      | –     | –      | –     | –      | –        |
| 2015   | Moto2   | Moriwaki Racing          | Moriwaki    | 1      | –     | –      | –     | 2      | 27.      |
| Gesamt | Gesamt  | Gesamt                   | Gesamt      | 132    | 3     | 11     | –     | 720    |          |